# Mohamed Abbou (homme politique algérien)
Pour les articles homonymes, voir Mohamed Abbou et Abbou.
Mohamed Abbou (محمد عبو), né le 5 août 1949 à Relizane en Algérie, est un écrivain et homme politique algérien. Titulaire d'un doctorat en sciences économiques, il a été recteur de l'université d'Oran.
Il exerce la fonction de ministre de la Communication et de la Culture entre 2001 et 2002 puis il est élu au conseil constitutionnel de l’Assemblée nationale de novembre 2007 à décembre 2013.